# Хардвар (округ)
Хар(и)два́р (англ. Haridwar, хинди हरिद्वार जिला) — округ в индийском штате Уттаракханд в регионе Гархвал. Крупнейшим городом и административным центром округа является Хардвар — один из семи главных священных городов индуизма. На севере и северо-востоке граничит с округом Дехрадун, на востоке — с округом Паури-Гархвал, на юге — с округами штата Уттар-Прадеш Музаффарнагар и Биджнор, на западе — с округом Сахаранпур. Округ Хардвар был сформирован 28 декабря 1988 года.
Согласно всеиндийской переписи 2001 года, население округа составляло 1 447 187 человек, из них индуистов — 944 927, мусульман — 478 274 (33 %) и сикхов — 17 326 человек.